# اوجله خورد
اوجله خورد (به انگلیسی: Aujla Khurd) یک روستا در پاکستان است که در پنجاب واقع شده‌است.